# بيرت مارشال
بيرت مارشال (5 مايو 1902 في المملكة المتحدة - 5 فبراير 1991 في المملكة المتحدة) (بالإنجليزية: Bertie Marshall)‏ هو لاعب كريكت بريطاني (وحمل سابقاً جنسية المملكة المتحدة لبريطانيا العظمى وأيرلندا). لعب مع نادي مقاطعة نوتنغهامشير للكريكت ‏ ونادي مقاطعة ستافوردشاير للكريكت ‏.

## وصلات خارجية
- بيرت مارشال على موقع إي آس بي آن كريك إنفو (الإنجليزية)